# Кардо-Лента
Ка́рдо-Ле́нта (рос. Кардо-Лента) — селище у складі Митищинського міського округу Московської області, Росія.

## Населення
Населення — 5 осіб (2010; 13 у 2002).
Національний склад (станом на 2002 рік):
- росіяни — 92 %